# Şırnak
Şırnak (tiếng Kurd: Şirnex) là một thành phố thuộc tỉnh Şırnak, Thổ Nhĩ Kỳ. Huyện có diện tích 1864 km² và dân số thời điểm năm 2007 là 78231 người, mật độ 42 người/km².

## Khí hậu
| Dữ liệu khí hậu của Şırnak                   | Dữ liệu khí hậu của Şırnak | Dữ liệu khí hậu của Şırnak | Dữ liệu khí hậu của Şırnak | Dữ liệu khí hậu của Şırnak | Dữ liệu khí hậu của Şırnak | Dữ liệu khí hậu của Şırnak | Dữ liệu khí hậu của Şırnak | Dữ liệu khí hậu của Şırnak | Dữ liệu khí hậu của Şırnak | Dữ liệu khí hậu của Şırnak | Dữ liệu khí hậu của Şırnak | Dữ liệu khí hậu của Şırnak | Dữ liệu khí hậu của Şırnak |
| Tháng                                        | 1                          | 2                          | 3                          | 4                          | 5                          | 6                          | 7                          | 8                          | 9                          | 10                         | 11                         | 12                         | Năm                        |
| -------------------------------------------- | -------------------------- | -------------------------- | -------------------------- | -------------------------- | -------------------------- | -------------------------- | -------------------------- | -------------------------- | -------------------------- | -------------------------- | -------------------------- | -------------------------- | -------------------------- |
| Cao kỉ lục °C (°F)                           | 18.1 (64.6)                | 17.3 (63.1)                | 24.8 (76.6)                | 29.0 (84.2)                | 31.8 (89.2)                | 37.5 (99.5)                | 40.4 (104.7)               | 40.3 (104.5)               | 37.1 (98.8)                | 31.3 (88.3)                | 22.6 (72.7)                | 22.5 (72.5)                | 40.4 (104.7)               |
| Trung bình ngày tối đa °C (°F)               | 5.9 (42.6)                 | 7.4 (45.3)                 | 12.0 (53.6)                | 16.7 (62.1)                | 23.0 (73.4)                | 30.1 (86.2)                | 34.2 (93.6)                | 34.0 (93.2)                | 29.4 (84.9)                | 22.0 (71.6)                | 13.5 (56.3)                | 8.4 (47.1)                 | 19.7 (67.5)                |
| Trung bình ngày °C (°F)                      | 2.6 (36.7)                 | 3.8 (38.8)                 | 8.1 (46.6)                 | 12.5 (54.5)                | 18.7 (65.7)                | 25.3 (77.5)                | 29.5 (85.1)                | 29.3 (84.7)                | 24.7 (76.5)                | 17.8 (64.0)                | 9.9 (49.8)                 | 5.1 (41.2)                 | 15.6 (60.1)                |
| Tối thiểu trung bình ngày °C (°F)            | −0.4 (31.3)                | 0.5 (32.9)                 | 4.2 (39.6)                 | 8.2 (46.8)                 | 13.9 (57.0)                | 20.1 (68.2)                | 24.3 (75.7)                | 24.1 (75.4)                | 19.7 (67.5)                | 13.3 (55.9)                | 6.0 (42.8)                 | 1.7 (35.1)                 | 11.3 (52.3)                |
| Thấp kỉ lục °C (°F)                          | −14.5 (5.9)                | −13.2 (8.2)                | −11.2 (11.8)               | −4.7 (23.5)                | 0.8 (33.4)                 | 9.2 (48.6)                 | 13.1 (55.6)                | 15.0 (59.0)                | 3.2 (37.8)                 | −0.5 (31.1)                | −5.0 (23.0)                | −10.8 (12.6)               | −14.5 (5.9)                |
| Lượng Giáng thủy trung bình mm (inches)      | 107.3 (4.22)               | 103.8 (4.09)               | 125.8 (4.95)               | 115.1 (4.53)               | 52.6 (2.07)                | 5.3 (0.21)                 | 6.1 (0.24)                 | 0.7 (0.03)                 | 13.2 (0.52)                | 54.6 (2.15)                | 82.5 (3.25)                | 101.2 (3.98)               | 768.2 (30.24)              |
| Số ngày giáng thủy trung bình                | 9.04                       | 9.11                       | 10.52                      | 10.44                      | 6.74                       | 1.70                       | 0.78                       | 0.48                       | 1.07                       | 5.81                       | 7.63                       | 10.22                      | 73.5                       |
| Số giờ nắng trung bình tháng                 | 96.1                       | 121.5                      | 170.5                      | 219.0                      | 263.5                      | 318.0                      | 347.2                      | 350.3                      | 306.0                      | 223.2                      | 153.0                      | 99.2                       | 2.667,5                    |
| Số giờ nắng trung bình ngày                  | 3.1                        | 4.3                        | 5.5                        | 7.3                        | 8.5                        | 10.6                       | 11.2                       | 11.3                       | 10.2                       | 7.2                        | 5.1                        | 3.2                        | 7.3                        |
| Nguồn: Cơ quan Khí tượng Nhà nước Thổ Nhĩ Kỳ |                            |                            |                            |                            |                            |                            |                            |                            |                            |                            |                            |                            |                            |